# New & Old Jazz Sounds (Enrico Pieranunzi)
New & Old Jazz Sounds è un album di Enrico Pieranunzi, pubblicato dalla Edi-Pan Records nel 1976 (e ristampato su CD nel 2011 dalla stessa etichetta, PANCD MJ11-01).

## Tracce
1. Imminence – 4:55 (musica: Enrico Pieranunzi) – Registrato nell'autunno del 1975
2. The Mood Is Good – 1:48 (musica: Enrico Pieranunzi) – Registrato nell'autunno del 1975
3. Play Off – 2:15 (musica: Enrico Pieranunzi) – Registrato nell'autunno del 1975
4. Aurora – 4:17 (musica: Enrico Pieranunzi) – Registrato nell'autunno del 1975
5. Night Light – 3:18 (musica: Enrico Pieranunzi) – Registrato nell'autunno del 1975
6. As Before – 2:30 (musica: Enrico Pieranunzi, Alvaro Pieranunzi)
7. I Like... – 2:27 (musica: Enrico Pieranunzi, Alvaro Pieranunzi)
8. Play Errol Play – 2:31 (musica: Enrico Pieranunzi, Alvaro Pieranunzi)
9. As Before – 2:30 (musica: Enrico Pieranunzi, Alvaro Pieranunzi)
10. Play Errol Play – 2:56 (musica: Enrico Pieranunzi, Alvaro Pieranunzi)
11. Just a Jump – 2:22 (musica: Enrico Pieranunzi, Alvaro Pieranunzi)

## Musicisti
Brani 1, 2, 3, 4 e 5
- Enrico Pieranunzi - pianoforte
- Bruno Tommaso - contrabbasso
- Ole Jørgensen - batteria

Brani 6, 7, 10 e 11
- Enrico Pieranunzi - pianoforte
- Alberto Corvini - tromba
- Francesco Forti - clarinetto
- Alvaro Pieranunzi - chitarra
- Alex Serra - sassofono baritono
- Tonino Ferrelli - contrabbasso
- Roberto Podio - batteria

Brano 8
- Enrico Pieranunzi - pianoforte
- Alberto Corvini - tromba
- Marcello Rosa - trombone
- Francesco Forti - clarinetto
- Alvaro Pieranunzi - chitarra
- Alex Serra - sassofono baritono
- Tonino Ferrelli - contrabbasso
- Roberto Podio - batteria

Brano 9
- Enrico Pieranunzi - pianoforte
- Alberto Corvini - tromba
- Marcello Rosa - trombone
- Francesco Forti - clarinetto
- Alvaro Pieranunzi - chitarra
- Alex Serra - sassofono baritono
- Tonino Ferrelli - contrabbasso
- Vincenzo Restuccia - batteria